# Sciaenochromis benthicola
Sciaenochromis benthicola è una specie di ciclidi haplochromini endemica del Lago Malawi. Può raggiungere una lunghezza di 14 centimetri (5,5 in) SL.